# Miljutinskaja
Miljutinskaja (in russo Милютинская?) è un villaggio della Russia europea meridionale nell'oblast' di Rostov; è il centro amministrativo del distretto Miljutinskij.
Si trova 270 km a nord-est di Rostov sul Don.